# Cyclaspis candidoides
Cyclaspis candidoides är en kräftdjursart som beskrevs av Mihai Bacescu 1992. Cyclaspis candidoides ingår i släktet Cyclaspis och familjen Bodotriidae. Inga underarter finns listade i Catalogue of Life.